# Tephrosia kindu
Tephrosia kindu är en ärtväxtart som beskrevs av De Wild.. Tephrosia kindu ingår i släktet Tephrosia och familjen ärtväxter. Inga underarter finns listade i Catalogue of Life.